# Mangel (Quantität)

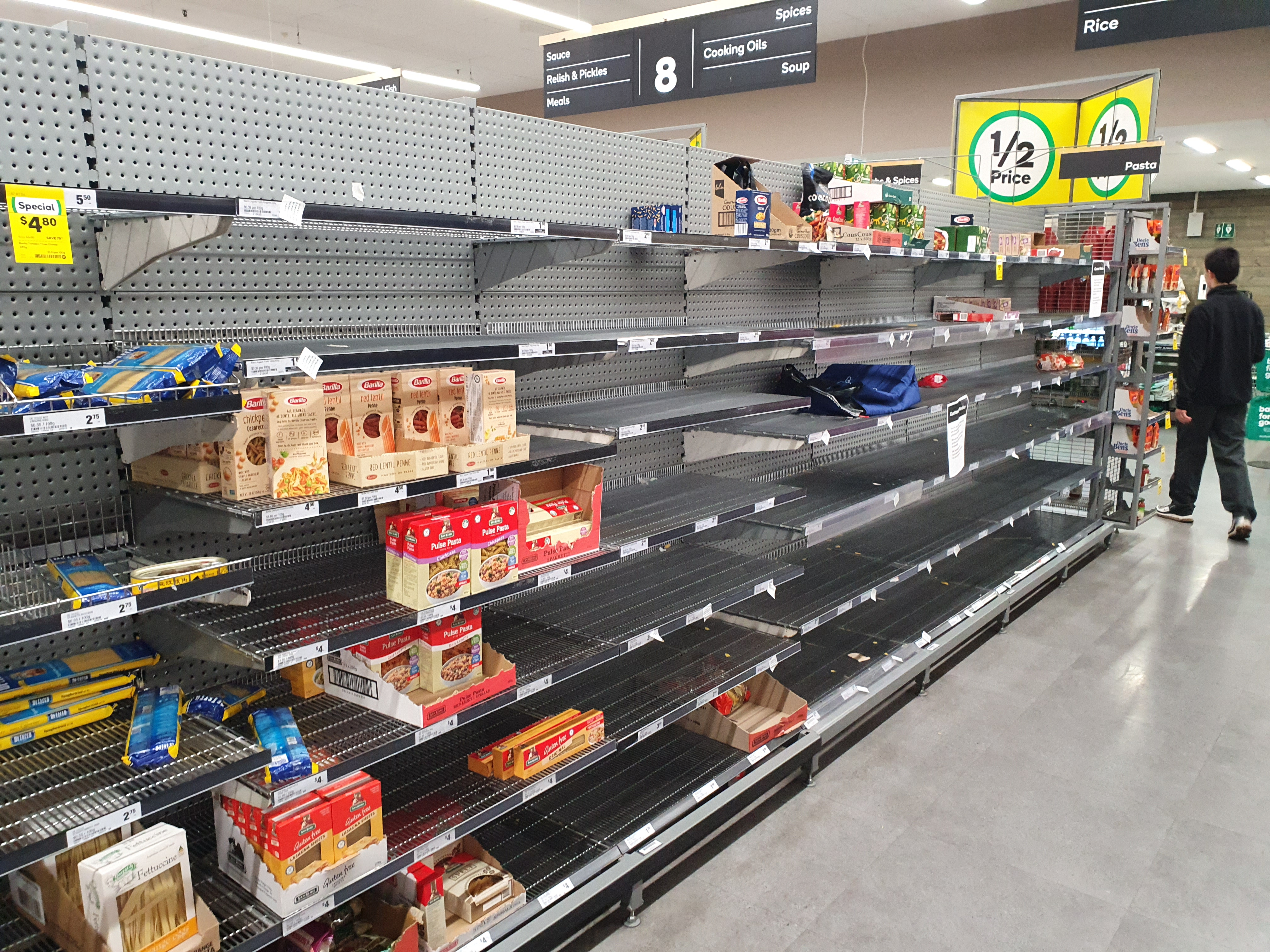
Die Regale der Supermärkte, die Trockenteigwaren führen, sind wegen der Panikkäufe infolge des Ausbruchs des Coronavirus COVID-19 fast leer. Diese Aufnahme wurde 2020 in einem Woolworths-Supermarkt in Melbourne, Australien, gemacht.

Bei einem Mangel fehlt es einem Wirtschaftssubjekt an bestimmten Gütern oder Dienstleistungen, es liegt Unterversorgung vor. Gegensatz ist der Überfluss. Nach Wilfried Berg ist der Mangel ein Zustand, „bei dem die Befriedigung bestimmter wichtiger Bedürfnisse zu vertretbaren Preisen unbehebbar unmöglich ist“. Die Kettenglieder Mangel → Bedürfnis → Bedarf → Nachfrage werden oft synonym verwendet, müssen aber wirtschaftswissenschaftlich voneinander unterschieden werden. Ein objektiver Mangel tritt bei allen Wirtschaftssubjekten auf (Privathaushalte, Unternehmen oder Staat mit seinen Untergliederungen) und wird zum Bedürfnis, wenn er subjektiv durch Wirtschaftssubjekte wahrgenommen wird und ein Anreiz zur Bedürfnisbefriedigung besteht. Das Bedürfnis ist die Empfindung eines Mangels mit dem Streben nach dessen Beseitigung. Es kommt hierbei nicht auf den objektiven Mangel, sondern auf den subjektiv empfundenen Mangel an. Bedürfnis ist Friedrich Benedikt Wilhelm von Hermann zufolge „das Gefühl eines Mangels mit dem Streben, ihn zu beseitigen“. Bedürfnisse können zum Kaufmotiv werden, wenn sie einen ausreichenden Grad an Kaufintensität entwickeln. Der Bedarf an Gütern ist „das Ergebnis der Konkretisierung und Spezifizierung von Bedürfnissen in den Wirtschaftsobjekten“. Wird Bedarf mit Kaufkraft – also der Verfügbarkeit über Zahlungsmittel – verbunden und liegt eine entsprechende Zahlungsbereitschaft vor, entsteht hieraus die Güternachfrage. Das subjektive Bedürfnis konkretisiert sich durch den ökonomisch relevanten Bedarf. Bedarf ist die Art und/oder Menge der zur Bedürfnisbefriedigung eines Wirtschaftssubjektes notwendigen Güter und Dienstleistungen.

## Arten
Es gibt physiologische Mangelzustände wie Hunger, Durst oder Müdigkeit und psychologische wie Mangel an Sozialkontakten, Mangel an Zuwendung oder Mangel an Wertschätzung. Die quantifizierbaren physiologischen Mangelzustände werden durch Nahrung, Getränke und Schlaf beseitigt. Der materiell bedeutsamste Mangel ist der Geldmangel. Unter Mangelwirtschaft versteht man das systemische Problem von Zentralverwaltungswirtschaften, die Versorgung mit Gütern und Dienstleistungen dauerhaft sicherzustellen.

## Beispiele
Hunger ist ein typischer Mangel, der nach einigen Stunden Nahrungskarenz eine notwendig werdende Nahrungsaufnahme signalisiert. Hunger weckt demnach das (vorökonomische) unkonkrete Bedürfnis nach Nahrung, der konkrete Wunsch nach einer Pizza stellt sich als Bedarf dar. Dieser Wunsch wird durch Kaufkraft (Geldwert) zur Nachfrage. Der Bedarf wird mithin zur Nachfrage, wenn die Kaufkraft ausreicht, das Angebot räumlich erreichbar ist, die Produktqualität/Dienstleistungsqualität genügt und das Bedürfnis eine ausreichend hohe Priorität genießt. Dabei wirkt die Kaufkraft als Selektionskriterium, durch das letztlich nicht jeder Bedarf auch zur konkreten Nachfrage wird. Reicht die Kaufkraft nicht aus, kann sich aus dem Bedarf keine Nachfrage entwickeln.
Ein naturwissenschaftlich feststellbarer Mangel an Gesundheit ruft nicht automatisch ein Bedürfnis nach Gesundheitsleistungen hervor. Der Mangel muss vom Kranken zunächst wahrgenommen werden (etwa durch Schmerz oder ärztliche Beratung), damit überhaupt ein Antrieb zur Bedürfnisbefriedigung entstehen kann. So entsteht bei Vitamin-C-Mangel Skorbut, bei Vitamin-D-Mangel Rachitis oder bei Vitamin-B1-Mangel Beriberi. Der entscheidende Faktor, ob ein objektiver Mangel, also die Abweichung von objektivierbaren Normen physiologischer Regulation oder organischer Funktion, subjektiv wahrgenommen wird, ist die Gesundheitserziehung. Nimmt der Kranke diese Symptome wahr, so entsteht ein Bedürfnis zur Beseitigung dieses Mangels. Der Kranke kann nunmehr durch gezielte Medikation einen Bedarf entwickeln, den er durch Kaufkraft (auch durch Rezept) in Nachfrage umsetzt.

## Mangel in den Wirtschaftswissenschaften
In der Volkswirtschaftslehre gibt es eine Abgrenzung der Kettenglieder Mangel → Bedürfnis → Bedarf → Nachfrage. Bedürfnis ist Friedrich Benedikt Wilhelm von Hermann zufolge „das Gefühl eines Mangels mit dem Streben, ihn zu beseitigen“. Bedürfnisse können zum Kaufmotiv werden, wenn sie einen ausreichenden Grad an Kaufintensität entwickeln. Der Bedarf an Gütern ist „das Ergebnis der Konkretisierung und Spezifizierung von Bedürfnissen in den Wirtschaftsobjekten“. Wird Bedarf mit Kaufkraft – also der Verfügbarkeit über Zahlungsmittel – verbunden und liegt eine entsprechende Zahlungsbereitschaft vor, entsteht hieraus die Güternachfrage.
Die Ökonomie lässt sich Horst Siebert zufolge als die „Kunst des Mangels“ oder die „Lehre von der Knappheit“ interpretieren. Mangel oder Knappheit ist seit der Vertreibung aus dem Paradies der Grundtatbestand menschlicher Existenz, und diese Knappheit entsteht aus der Diskrepanz zwischen einer Fülle von Wünschen, Zielen, Bedürfnissen, Verlangen, Begehren und Anliegen der einzelnen Wirtschaftssubjekte einer Gesellschaft und der vorhandenen Menge an Gütern/Dienstleistungen. Mangel und Knappheit sind keine Synonyme, auch wenn sie zuweilen von Ökonomen als solche behandelt werden. Knappheit kann durch Wirtschaften verringert werden, der Mangel kann durch Nachfrage beseitigt werden. Als Mangel wird empfunden, dass in dem freien Spiel der Kräfte der Bedarf, der sich nicht in Kaufkraft kleiden kann, ungedeckt bleibt.
Der Mangel stellt sich ökonomisch mithin als die Diskrepanz zwischen einem Bedürfnis und dessen Befriedigung dar. Der nicht kaufkräftige Mangel (etwa Mangel an sauberem Trinkwasser in Slums) ist dagegen ökonomisch nicht relevant. Der ökonomisch relevante Mangel kann sowohl auf Knappheit zurückzuführen sein, die seine Beseitigung verhindern kann. Aber auch bei vorhandenem Angebot gibt es Mangelsituationen wie den Hunger. Fehlt ein konkretes Angebot, kann die Nachfrage nach ihm nicht befriedigt werden. Ein Gut ist also stets, wenn ein Mangel vorliegt, gleichzeitig auch knapp.
Bei Höchstpreisen ist die Nachfrage größer als das Angebot; je preiselastischer beide Seiten reagieren, desto größer wird der Mangel. Umgekehrt besteht bei Mindestpreisen ein Überschuss. Eine häufig angewandte Methode, mit Mangel umzugehen, ist die Rationierung. Insbesondere in Zeiten extremer Notlagen wie etwa bei Kriegen oder großen Naturkatastrophen kann die Regierung dazu übergehen, die wenigen verfügbaren Güter direkt den Verbrauchern über die Ausgabe von Bezugsscheinen zuzuteilen.

## Mangel im Kaufrecht
Im Kaufrecht ist die Mankolieferung (Minderlieferung) seit der Schuldrechtsreform vom Januar 2002 einem Sachmangel gleichzustellen (§ 434 Abs. 3 Alternative 2 BGB); es wurde weniger (Minus) geliefert als vertraglich vereinbart. Erforderlich ist mithin die Lieferung einer Mindermenge, wobei sich die Menge in erster Linie nach Stück und Gewicht richtet.

## Abgrenzungen
Der quantitative Mangel wird lediglich im Singular verwendet. Die Benutzung auch des Plurals gibt es dagegen bei jeder Art von Fehlern oder im Recht (Formmangel, Sachmangel, Rechtsmangel).